# Mycomya kingi
Mycomya kingi är en tvåvingeart som först beskrevs av Edwards 1941.  Mycomya kingi ingår i släktet Mycomya och familjen svampmyggor. Inga underarter finns listade i Catalogue of Life.